# Distichopora vervoorti
Distichopora vervoorti is een hydroïdpoliep uit de familie Stylasteridae. De poliep komt uit het geslacht Distichopora. Distichopora vervoorti werd in 1998 voor het eerst wetenschappelijk beschreven door Cairns & Hoeksema. 